# François Berthier (historien de l'art)
Pour les articles homonymes, voir Berthier et François Berthier.
François Berthier (né le 19 septembre 1937 à Château-Thierry et mort le 10 juillet 2001  à Mériel) est un historien de l'art français, spécialiste du Japon.

## Biographie
Fils de l'archéologue et  archiviste paléographe André Berthier, François Berthier obtient en 1961 un diplôme de japonais à l'École nationale des langues orientales vivantes. Il part ensuite au Japon, et étudie, de 1970 à 1973 à l'université de Tokyo, où il suit notamment les cours du professeur Terukazu Akiyama. Il se consacre, au cours de ses études, à l'étude des origines de la sculpture bouddhique japonaise de la période Asuka (飛鳥時代) (fin du fin du VIe et du début du VIIe siècle).
Revenu en France après son diplôme de maîtrise, il devient professeur à l'Institut national des langues et civilisations orientales (INALCO) où il se voit confier la chaire d'histoire de l'art japonais.
Japonologue réputé, ayant une grande connaissance de la langue japonaise ancienne, François Berthier fut également chargé de recherches au Centre national de la recherche scientifique (CNRS). Il est l'auteur de nombreux ouvrages et articles sur l'art japonais.
Au moment de sa disparition, il travaillait à un ouvrage important, somme de ses recherches sur les peintures de l'album du Roman de Gengi de Tosa Mitsuyoshi (conservé au Musée national de Kyoto), qu'il n'a pu achever.

## Carrière
- 1961 : diplôme de japonais à l'École nationale des langues orientales vivantes.
- 1962-65 : journaliste à N.H.K (Japan  Broadcasting Corporation) à Tokyo.
- 1966 : mission archéologique en Algérie
- 1967-68 : chargé de cours de japonais au Lycée Gabriel Fauré, Paris.
- 1968-69 : chargé de conférences (langue et art japonais) au Centre universitaire des langues orientales vivantes.
- 1970-73 : étudiant à l’Institut des Hautes études de l'Université de Tokyo  (section Histoire de l'art japonais) . Il a pour  professeur Terukazu Akiyama , membre de l'Académie des inscriptions et belles-lettres.
- 1971-73 : répétiteur à l'Institut franco-japonais de Tokyo .
- 1972 : reporter attaché à N.H.K. pour les jeux olympiques d’hiver de 1972 à Sapporo (Japon).
- 1973 : doctorat de 3e cycle  (Université de Paris III).
- 1973-75 : chercheur associé (visiting scholar) à l’Université de Tokyo.
- 1973-74 : boursier de la Nihon Gakujutsu Shinkôkai (Société japonaise pour le développement des sciences).
- 1974-75 : pensionnaire à la Maison franco-japonaise de Tokyo . Bernard Frank en était le directeur.
- 1975 : professeur à  l’INALCO (Institut national des langues et civilisations orientales, section art japonais). Ses collègues sont : Bunkichi Fujimori (traducteur des œuvres de Yasunari Kawabata), Jean-Jacques Origas, René Sieffert (spécialiste de littérature japonaise classique ) .
- 1977 : doctorat d’État (Université de Paris III)
- 1981 : participation (conférence) au Symposium International sur la conservation et la restauration des biens culturels, à Tokyo.
- 1982 : participation (conférence) au 2e Colloque franco-japonais sur le thème : l’âge du Japonisme, à Tokyo.
- 1983 : participation (conférence )au 31e  Congrès international sur les sciences humaines en Asie et en Afrique du Nord, à Tokyo et Kyoto. Conférence à Kobé.
- 1991-92 : détaché au C.N.R.S en qualité de directeur de recherche.
- Jusqu’en 1998 : professeur à l’INALCO.

### Ouvrages et publications
- 1971 : Divers problèmes concernant la statuette en bronze doré, datée de l’an Hinoe-Tora, in Transactions of the international Conference of Orientalists in Japan, Tôhô Gakkai, Tôkyô.
- 1972/1973 : Les représentations de « nyorai » assis, dans le style de Tori (thèse pour le Doctorat de 3e cycle,) Paris.
- 1973 : La sépulture du Takamatsuzuka, in Arts Asiatiques, tome XXVIII, Paris, 1973.
- 1974 : Asukadera mondai no saigimmi (en reconsidérant les problèmes posés par le monastère d’Asuka), in Bukkyô Geijutsu, (Arts Buddhica), No 96,Tôkyô.
- 1974 : Les grandes étapes de la sculpture bouddhique japonaise, in Nichifutsu Bunka, No 29, Maison franco-japonaise, Tôkyô.
- 1975 : Nihon bukkyô chôkoku no tanjô ni tsuite (Sur la naissance de la sculpture bouddhique japonaise), in Gakujutsu Geppô , volume 27,Tôkyô, 1975.
- 1976 : À propos d’une statuette de bodhisattva en méditation conservée au Musée Guimet, in Arts Asiatiques , tome XXXII, Paris.
- 1977 : Tôshôdaiji—Trésors d’un temple japonais (traduction du japonais, adaptation et collaboration), Les Presses Artistiques, Paris.
- 1977/1978 : Les grands courants de l’art japonais : Les arts d’avant l’histoire . Les arts bouddhiques. Les arts profanes, in Encyclopédie permanente du Japon, Publications Orientalistes de France, Paris.
- 1978 : Le Dit du Genji / Murasaki Shikibu, in Encyclopaedia  Universalis (Universalis) Paris.
- 1979 : Genèse de la sculpture bouddhique japonaise (Thèse pour le Doctorat d’État), Publications Orientalistes de France, Paris.
- 1979 : Les jardins japonais, in Encyclopédie permanente du Japon, Publications Orientalistes de France, Paris.
- 1979/1980 : Van Gogh et le Japon, in Encyclopédie permanente du Japon, Publications Orientalistes de France, Paris.
- 1980 : La statue de bodhisattva méditant du Chûgûji , in Mélanges offerts à M.Charles Haguenauer, L’Asiathèque, Paris.
- 1981 : Arts du Japon—Masques et Portraits, Publications Orientalistes de France, Paris.
- 1981 : La tradition du portrait, in Le Dessin japonais, Galerie Janette Ostier, Paris.
- 1982 : The Meditative Bodhisattva  Image in China, Korea and Japan, in International Symposium on the Conservation and Restoration of Cultural Property, Tôkyô National Research Institute of Properties, Tôkyô.
- 1983 : Van Gogh to Monet ni tai-suru Ukiyo-e no eikyô (L’influence de l’estampe japonaise sur Van Gogh et Monet), in L’âge du japonisme, Société franco-japonaise d’art et d’archéologie, Tōkyō.
- 1983 : La place de l’animal dans l’art japonais, in L’animal dans l’art japonais, Galerie Janette Ostier, Paris.
- 1983 : Shôtoku-taishi (Le prince Shôtoku), in Le club français de la médaille, No 78/79,Paris.
- 1984 : Japon—Les arts : Sculpture, in Encyclopaedia Universalis, Paris.
- 1984 : Extrême-Orient—Japon ;art et archéologie, in Encyclopaedia Universalis, Paris.
- 1984 : Arts du Japon—Les temps d’avant l’Histoire, Publications Orientalistes de France, Paris.
- 1985 : Les arts du Japon, in Histoire de l’art, tome 2, Larousse, Paris.
- 1985 : L’art de la Corée, in Histoire de l’art, tome 2, Larousse, Paris.
- 1985 : La Corée et le Japon : Le monde de la mort à l’époque des Trois Royaumes, L’univers funéraire à l’ère des sépultures antiques. Monastère et palais dans la péninsule et l’archipel, in Le grand atlas de l’archéologie, Encyclopaedia Universalis, Paris.
- 1985 : Images de Fudô-myôô, in Shingon, Imprimerie des Beaux-Arts, Lodève.
- 1986 : Les premières statues bouddhiques du Japon, entrevues à travers les textes anciens, in Arts asiatiques, tome XLI, Paris, 1986.
- 1986 : Monet et le Japon, in Les sources de l’art occidental, Galerie Janette Ostier, Paris.
- 1987 : Le thème chinois des « Quatre Dormants » et sa résurgence dans le monde musulman (en collaboration avec Annie Berthier), in Arts Asiatiques, tome XLII, Paris.
- 1987 : Note sur la selle découverte dans la tombe Fujinoki (Japon), in Arts Asiatiques, tome XLII, Paris.
- 1988 : Les sabres japonais, in Bulletin de l’association des Anciens élèves de l’Institut National des Langues et Civilisations Orientales, Paris.
- 1989 : Bestiaire du Japon, Publications Orientalistes de France, Paris, 1989.
- 1989 : Le jardin du Ryôanji—Lire le Zen dans les pierres, Adam Biro, Paris.
- 1989 : La figure humaine dans l’art japonais, in L’homme et son image, Europalia, Bruxelles.
- 1989 : Yamaguchi Kayô—Les animaux enchanteurs (en collaboration avec René Sieffert), Duculot, Paris.
- 1990 : De la statuaire protohistorique à la sculpture bouddhique, in Revue d’esthétique no 18 (Japon), Paris.
- 1990 : Le voyage des motifs 1. Le trône aux lions et la porte aux lions, in Arts Asiatiques, tome XLVII, Paris.
- 1991 : Le voyage des motifs 2. La Lune, le Soleil et le Feu, in Arts asiatiques, tome XLV11,Paris.
- 1991 : À propos d’un Bodhisattva en bronze provenant des collections d’Émile Guimet, in Arts Asiatiques, tome XLVI, Paris.
- 1991 : Bukkyô chôkoku no ichi-saikôhô : Hankashiyuizô (Un sommet de la sculpture bouddhique : les bodhisattva en méditation), in Akiyama Terukazu Hakaze koki kinen bijutsu-shi rombun-shû, Benridô, Kyôto.
- 1992 : Mikkyô no sekai o arawasu butsuzô (La statuaire illustrant le bouddhisme ésotérique), in Mikkyô jiin to  butsuzô, Nihon bijutsu zenshû 5, Kôdansha, Tôkyô.
- 1993 : Introduction à l’art japonais. Naissance et expansion des arts funéraires à l’époque protohistorique. Edification des monastères bouddhiques et diffusion de la sculpture sacrée. Les « cinq Monts » et l’essor de la culture Zen, in Le grand atlas universalis de l’art, Encyclopaedia Universalis, Paris.
- 1994 : Les relations artistiques entre la France et le Japon, in Mélanges offerts à René Sieffert, Institut national des Langues et Civilisations orientales, Paris.
- 1994 : La sculpture avant Meiji, in Dictionnaire de la civilisation japonaise, Hazan, Paris.
- 1994 : Aux sources classiques de l’art de Kadowaki, in Shunichi Kadowaki, Comité d’Échanges Artistiques Franco-Japonais, Paris.
- 1995 : Historique du Zen, in Bulletin de l’association des Anciens élèves des Langues O, Paris.
- 1978-1995 : Cent treize articles pour le Dictionnaire historique du Japon, Maison franco-japonaise/Librairie Kinokuniya, Tôkyô.
- 1996 : Nara—Trésors bouddhiques du Japon ancien. Le temple du Kôfukuji (participation à la traduction du japonais), Réunion des Musées nationaux, Paris.
- 1996 : Sept siècles de sculpture au monastère Kôfukuji, in Nara—Trésors bouddhiques du Japon ancien. Le temple d Kôfukuji. Beaux Arts Magazine, Paris.
- 1996 : Nara, « belle en vert et en rouge », in Nara—Trésors bouddhiques du Japon ancien. Le temple du Kôfukuji, Connaissance des Arts, Paris.
- 1997 : Kudura Kannon. Une sculpture du Japon ancien (participation à la traduction du japonais) Réunion des Musées nationaux, Paris.
- 1997 : L’Arbre et la Femme, in Le Vase de béryl —  Études sur le Japon et la Chine en hommage à Bernard Frank, Editions Philipe Picquier, Arles.
- 1998 : L’art japonais à l’époque néolithique, in Jômon : l’art du Japon des origines, Maison de la culture du Japon, Paris.
- 1998 :  Jômon : Le Japon des origines, in Connaissances des Arts, Paris.
- 1998 : La tombe Kitora. Un planisphère céleste dans le Japon antique, in Arts Asiatiques, tome 53, Paris.
- 1998 : Montures et véhicules mythiques en Extrême-Orient, in Asie, Aller et venir—mythe et histoire, Presse de l’Université de Paris-Sorbonne, Paris.
- 1999 : L’art érotique japonais, in Bulletin de l’Association de anciens élèves de l’INALCO, Paris.
- 1999 : Reading Zen in the Rocks, The University of Chicago Press, Chicago and London.
- 2000 : L’espace coréano-japonais—Aperçu géographique et historique, in Bulletin de l’Association des anciens élèves de l’INALCO.
- 2000 : Regard sur l’architecture coréenne, in Bulletin de l’Association des anciens élèves de l’INALCO, Paris.
- 2000 : Les jardins japonais :principes d’aménagement et évolution historique, in l’Art des jardins dans les pays sinisés, Presses universitaires de Vincennes-Saint Denis, Université Paris VIII.
- 2001 : L’art des masques au Japon, in Bulletin de l’association des anciens élèves de l’INALCO, Paris.
- 2001 : Le Phénix rouge de la tombe Kitora, in Arts asiatiques, tome 56, Paris.
- 2001 : Nihon bijutsu ni okeru shizenkan no ichimen—Kaze, ame, hi, tsuki no imêji (un aspect du sentiment de la nature dans l’art japonais : image du vent, de la pluie, du soleil et de la lune), in Soto kara mita Nihon bijutsu—Ôbei kenkyûsha no shiten kara, Daigo-shobô, Kyôto.
- 2015 : La mystérieuse beauté des jardins japonais, in Arléa, Paris
- 2016: Cent reflets du paysage , petit traité de haïkus, in  Arléa, Paris